# Леонтьевская (Устьянский район)
Леонтьевская — деревня в Устьянском районе Архангельской области. Входит в состав муниципального образования «Октябрьское».

## География
Деревня расположена в южной части Архангельской области, в таёжной зоне, в пределах северной части Русской равнины, в 26 километрах на северо-запад от посёлка Октябрьский, на левом берегу реки Устья, притока Ваги. Ближайшие населённые пункты: на юге деревня Белоусово, на юго-востоке деревня Лосевская, на севере деревня Чадрома.
Часовой пояс
Леонтьевская, как и вся Архангельская область, находится в часовой зоне МСК (московское время). Смещение применяемого времени относительно UTC составляет +3:00.

## Население
| 2002 | 2010 | 2012 |
| ---- | ---- | ---- |
| 18   | ↘8   | ↘5   |

## История
Указана в «Списке населённых мест по сведениям 1859 года» в составе 2-го стана Вельского уезда Вологодской губернии под номером «2420» как «Леонтьевская (Пахомово)». Насчитывала 9 дворов, 31 жителя мужского пола и 32 женского. Также указано, что в деревне находилось сельское управление .
В материалах оценочно-статистического исследования земель Вельского уезда упомянуто, что в 1900 году в административном отношении деревня входила в состав Чадромского сельского общества Леонтьевской волости. На момент переписи в селении Леонтьевское (Пахомово) находилось 17 хозяйств, в которых проживало 46 жителей мужского пола и 51 женского.